# Héctor Marcano
Héctor Marcano Martínez (nacido el 3 de noviembre de 1956) es un presentador, comediante, productor de televisión y empresario puertorriqueño. Nació en Ponce, Puerto Rico. Héctor Marcano actualmente se desempeña como Vicepresidente de Operaciones Hispanas del Este de iHeartMedia. Marcano trabaja con las estaciones de radio hispanas de iHeartMedia, con un enfoque especial en los mercados de Miami, Chicago, Orlando y Atlanta.                                                                                                                                                                                                 
Marcano es considerado como uno de los presentadores que más ha influenciado en Puerto Rico en el género de programas de concursos.                                                                                                                                                                                                   

## Carrera
La carrera de Marcano despegó después de la muerte de Luis Vigoreaux. Comenzó a acoger A Millon con Sonia Noemí y Rafael José, considerado como el mejor juego televisivo desde hace varios años.
En 1987, junto con Antonio Sánchez, Marcano actuó como anfitrión del Super Siete La Hora de Oro. En el mismo año, Marcano tuvo una muy publicitada boda a Ivette Rivera-Lisojo. La boda fue mostrada en vivo en la televisión puertorriqueña. Vea, una revista de farándula local, produjo un álbum de boda sobre el evento.
En 1990 Marcano se trasladó a Telemundo para iniciar un nuevo show, Marcano… el show. El show fue popular y controvertido, siendo acusado de ser un imitador del Show, The Arsenio Hall Show.
En 1996, Marcano se trasladó a WAPA-TV y produjo un nuevo show de juego llamado Vale Mas, y en 1998, otro programa llamado El Super Show.
En 2000, se trasladó a Tele-Once, pero continuó con El Super Show durante un tiempo. Más tarde, en el año 2000 Marcano creó Que Suerte que es Domingo. Este espectáculo sufrió dos cambios de título: Que Suerte Tienes Tu, y en 2002, Que Suerte, su espectáculo más larga duración y top en los índices de audiencia en consecuencia, transmisión por Univisión. Fue emitido en Puerto Rico y en el mercado hispano de Nueva York.
En 2016, Marcano fue nombrado miembro de la Junta Directiva de Viva Entertainment Group, Inc.
El 25 de mayo de 2020, Marcano regresa a las ondas de la televisión puertorriqueña, presentando el nuevo programa de entrevistas, titulado MegaNoche, que se transmitirá desde su casa en Orlando y se transmitirá en vivo desde Puerto Rico en la estación WTCV, propiedad de Mega TV, a las 7:00. pm los días de semana.